# Comuna Mala Strujka, Nova Ușîțea
Mala Strujka (în ucraineană Мала Стружка) este o comună în raionul Nova Ușîțea, regiunea Hmelnîțkîi, Ucraina, formată din satele Balabanivka, Mala Strujka (reședința) și Șcerbivți.

## Demografie
Componența lingvistică a comunei Mala Strujka
     Ucraineană (99,6%)
     Alte limbi (0,4%)
Conform recensământului din 2001, majoritatea populației comunei Mala Strujka era vorbitoare de ucraineană (99,6%), existând în minoritate și vorbitori de alte limbi.